# 海象
海象是海象属唯一的物种，属食肉目海象科，是一种鳍足类。海象科史前有几个属，但目前仅存一属一种。是目前濒临灭绝的动物。

## 特征
海象嘴短而阔，犬齿特别发达，似象牙，故名，用以掘食和攻防。有稀疏的坚硬的体毛，眼小，视力欠佳。四肢呈鳍状，后肢能弯曲到前方，可以在冰块和陆上行走。
海象体型巨大，雄性体重平均800—1700公斤,長度2.2—3.6米,一些個體可達到2000公斤。世界最大的雄性海象重2268公斤,長度4.9米。
海象的皮下脂肪极厚，可抵御寒冷的极地环境。海象在陆地上与海水中皮肤的颜色不一样（在陆上皮肤呈棕红色，而在水中则呈白色），因为在水中，血管冷缩，将血从皮下脂肪层挤出，以减少热能的流失。

## 分布
海象主要生活于北冰洋海域；由于海象可作短途旅行，所以在太平洋和大西洋都有其踪影。通常群居于大的浮冰或海岸附近。
据估计，当前世界海象总数约为 250,000 只。

## 习性
海象是出色的潜水能手。海象能潜入90米深的海裏，在水中逗留大约20分钟。
海象主要用獠牙在海底挖掘甲壳类。同时，用其敏感的嘴唇和触须也随之探测、辨别，碰到食物，便用齿将甲壳类的壳咬破，然后将其肉体吃掉。海象也吃鱼类、软体动物、植物甚至其它海兽（如独角鲸和海豹）。
四至六月生殖，通常仅产一胎。

## 天敌
海象在自然界的天敌有虎鯨及北極熊，但捕杀海象最多的則是人類。